# Polanica (wzgórze)
Polanica – wzgórze (243,8 m n.p.m.) w południowo-zachodniej Polsce, we Wzgórzach Strzelińskich, na Przedgórzu Sudeckim.